# Éric de Labarre
Pour les articles homonymes, voir Labarre.
Éric de Labarre, né le 1er mars 1954 à Bordeaux, est un universitaire et responsable associatif français.
Maître de conférences à l'université Bordeaux IV, il est aussi un responsable associatif catholique.

## Biographie

### Famille
Éric Mirieu de Labarre est le fils de Pierre de Labarre et de France Peyrelongue. Le 17 décembre 1977, il épouse Anne de la Guéronnière, née le 4 avril 1955. Il est père de cinq enfants : Eudes (1981), Guilhem (1983), Aure-Anne (1986), Anne-Astrid (1989-1998) et Anne-Dauphine (1989-2013).

### Études
Éric de Labarre effectue ses études primaires à l’école Saint-Seurin à Bordeaux et ses études secondaires au lycée Sainte-Marie Grand Lebrun.
Il poursuit ses études supérieures à la faculté de droit et à l'Institut d'études politiques de Bordeaux. Diplômé de l’IEP en 1975, il est titulaire de deux diplômes d’études approfondies (DEA), l'un en droit public fondamental (1976), l’autre en sciences politiques (1978). Il est également diplômé de l’Institut d'administration des entreprises (IAE) de Bordeaux en 1976.

### Responsable associatif
De 1988 à 2002, il préside l'Union des associations de parents d'élèves de l'enseignement libre (UNAPEL). Le 1er septembre 2007, il devient secrétaire général de l'enseignement catholique, fonction qu'il occupe pendant six ans avant d'être remplacé par Pascal Balmand en septembre 2013
Le 1er juillet 2013, Éric de Labarre est nommé président de l’Institut catholique d'études supérieures (ICES) de La Roche-sur-Yon par Alain Castet, évêque de Luçon et chancelier de l’ICES, en conformité avec les statuts de celui-ci, et après avoir consulté le conseil d’établissement. Cette nomination devient pleinement effective après la réception du « Nihil Obstat » de la Congrégation pour l'éducation catholique. Il entre en fonction le 1er septembre suivant.

### Décorations
- Chevalier de la Légion d'honneur (décret du 12 juillet 2002).
- Officier de l'ordre national du Mérite (décret du 14 mai 2010).
- Chevalier de l'ordre des Palmes académiques(depuis 2010).

## Prise de position
Lors du débat sur le mariage homosexuel, le secrétaire général de l'enseignement catholique confirme la position de la hiérarchie de l'Église en France et des parents d'élèves de l'École libre, sur leur opposition au projet législatif.
À la suite de la dégradation d'un stand LGBT installé, à l’occasion d’une « journée de lutte contre l’homophobie et la transphobie », sur la place Napoléon de La Roche-sur-Yon, il fait traduire en conseil de discipline des étudiants de l'ICES impliqués. Trois étudiants sont exclus immédiatement dont deux définitivement.